# 김종영 (1973년)
김종영(金鍾永, 1973년 3월 3일 ~ )은 대한민국의 제10·11대 경상북도의원이다.

## 학력
- 연일국민학교 졸업
- 영일중학교 졸업
- 포항고등학교 졸업
- 경북대학교 정치외교학과 졸업

## 경력
- 연일향토청년회 상임부회장
- 제23대 연일향토청년회 회장
- 연일읍체육회 부회장
- 포항시 육상연맹 부회장
- 포항고 OB축구회 부회장
- 한국학부모총연합 포항지회 회장
- 독도수호문화예술협회 상임최고위원
- 2014.07 ~ 2018.06 제10대 경상북도의회 의원
- 2014.07 ~ 2016.07 제10대 경상북도의회 전반기 교육위원회 부위원장
- 2014.07 ~ 2016.07 제10대 경상북도의회 전반기 의회운영위원회 위원
- 2014.07 ~ 2016.07 제10대 경상북도의회 독도수호특별위원회 위원
- 2014.11 ~ 2014.11 제10대 경상북도의회 교육위원회 행정사무감사 부위원장
- 2015.11 ~ 2015.11 제10대 경상북도의회 교육위원회 행정사무감사 부위원장
- 2016.07 ~ 2018.06 제10대 경상북도의회 후반기 건설소방위원회 위원
- 2016.07 ~ 2018.06 제10대 경상북도의회 후반기 예산결산특별위원회 위원
- 2016.07 ~ 2018.06 제10대 경상북도의회 독도수호특별위원회 부위원장
- 2016.11 ~ 2016.11 제10대 경상북도의회 건설소방위원회 행정사무감사 위원
- 2017.11 ~ 2017.11 제10대 경상북도의회 건설소방위원회 행정사무감사 위원
- 2017.12 ~ 2017.12 제10대 경상북도의회 지진대책특별위원회 위원
- 제10대 경상북도의회 정책연구위원회 위원
- 제10대 경상북도의회 미래창조연구회 위원
- 제10대 경상북도의회 환경정책연구회 위원
- 제10대 경상북도의회 해양관광연구회 위원
- 2018.07 ~ 2019.07 제11대 경상북도의회 의원
- 2018.07 ~ 2019.07 제11대 경상북도의회 전반기 문화환경위원회 위원
- 2018.10 ~ 2019.03 제11대 경상북도의회 지진대책특별위원회 위원
- 2018.11 ~ 2018.11 제11대 경상북도의회 문화환경위원회 행정사무감사 위원
- 2019.02 ~ 2019.02 제11대 경상북도의회 경상북도문화관광공사 사장 후보자 인사검증위원회 위원

## 수상
- 2017 전국시·도의회의장협의회 우수의정대상
- 2017 우수 의원연구단체 환경정책연구회 선정

## 공직선거법 위반
자유한국당 김종영 의원은 선거 홍보물에 주민 숙원사업인 119안전센터를 자신이 신설한 것처럼 허위사실을 기재한 혐의로 기소되어 1심에서 벌금 1,000만원을 선고받았다. 2심에서 벌금 300만원으로 감경되었으나 직상실형인 것은 달라지지 않았다. 2019년 7월 12일 상고가 기각되었다.

## 역대 선거 결과
|  | 69.63% |

|  | 48.11% |